# Parsonsia ventricosa
Parsonsia ventricosa är en oleanderväxtart som beskrevs av Ferdinand von Mueller. Parsonsia ventricosa ingår i släktet Parsonsia och familjen oleanderväxter. Inga underarter finns listade i Catalogue of Life.